# جایزه بزرگ موناکو ۱۹۸۲
جایزه بزرگ موناکو ۱۹۸۲ (انگلیسی: ‎1982 Monaco Grand Prix‎) یک مسابقهٔ موتوری در رشتهٔ اتومبیل‌رانی فرمول یک بود که در تاریخ ۲۳ مهٔ ۱۹۸۲ در پیست موناکو واقع در مونت‌کارلو، موناکو برگزار شد. این گراند پری در میان ۱۶ گراند پری در فصل ۱۹۸۲، مسابقهٔ شمارهٔ ۶ بود.
در این مسابقه که در ۷۶ دور و به مسافت ۲۵۱٫۷۱۲ کیلومتر (۱۵۶٫۴۰۷ مایل) برگزار شد، پول پوزیشن توسط رنه آرنوکس کسب شد و سریع‌ترین زمان برای طی یک دور پیست که برابر با ۱:۲۶٫۳۵۴ بود نیز توسط ریکاردو پاتریس به ثبت رسید.
ریکاردو پاتریس از تیم برابام-فورد، دیدیه پرونی از تیم فراری و آندرئا د چزاریس از تیم آلفا رومئو به‌ترتیب مقام‌های اول تا سوم مسابقه را کسب کردند.

## رده‌بندی قهرمانی پس از مسابقه
| جایگاه | راننده         | امتیاز |
| ------ | -------------- | ------ |
| ۱      | آلن پروست      | ۱۸     |
| ۲      | جان واتسون     | ۱۷     |
| ۳      | دیدیه پرونی    | ۱۶     |
| ۴      | ککه روسبرگ     | ۱۴     |
| ۵      | ریکاردو پاتریس | ۱۳     |
| منبع:  |                |        |

| جایگاه | سازنده       | امتیاز |
| ------ | ------------ | ------ |
| ۱      | مک‌لارن-فورد  | ۲۹     |
| ۲      | رنو          | ۲۲     |
| ۳      | فراری        | ۲۲     |
| ۴      | ویلیامز-فورد | ۲۱     |
| ۵      | لوتوس-فورد   | ۱۴     |
| منبع:  |              |        |

یادداشت
- تنها پنج جایگاه نخست از هر رده‌بندی نمایش داده شده است.